# Jürgen Blin
Jürgen Blin (Isla de Fehmarn, Provincia de Schleswig-Holstein, Estado Libre de Prusia, 7 de abril de 1943-Hamburgo, 7 de mayo de 2022), fue un boxeador aleman, campeón de Europa de pesos pesados en 1972, representó internacionalmente al estado de Alemania Occidental.

## Biografía
Blin nació en la isla báltica de Fehmarn el 24 de abril de 1943 durante la Segunda Guerra Mundial, y era originario de la ciudad de Hamburgo, en el norte de Alemania. Durante su estancia en Hamburgo, trabajó como carnicero antes de iniciar su carrera como boxeador.
El récord de Blin en el ring fue de 30-12-6 con ocho nocauts. Era muy admirado por la afición alemana al boxeo por su tenacidad y resistencia en el ring. Fue brevemente campeón de peso pesado de Alemania Occidental tras derrotar a Gerhard Zech por el título (con el que había empatado dos veces anteriormente).

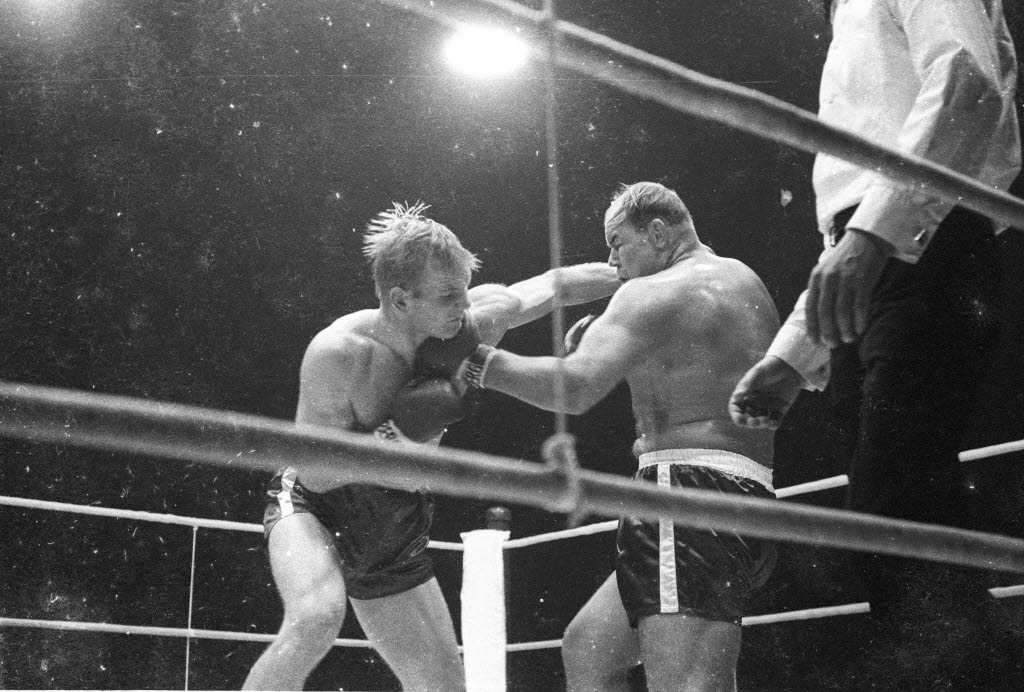
Jürgen Blin (izquierda) contra Peter Weiland (derecha) por el Campeonato Alemán de Peso Pesado en Kiel, 1968

Su primera pelea profesional fue contra Klaus Krüger en octubre de 1964. Blin ganó esta pelea, así como las siguientes cinco peleas contra oponentes nacionales, y perdió su primera pelea profesional en junio de 1965 contra Ray Patterson en el Jordal Amfi.
Blin perdió por decisión ante Joe Bugner en mayo de 1971 cuando peleaba por el título europeo de peso pesado. Blin ganó el título en junio de 1972, su mayor triunfo en el ring, al vencer a José Manuel Urtain (quien lo había vencido por el mismo título en junio de 1970). Sin embargo, en octubre de 1972, Blin se enfrentó de nuevo a Bugner, quien recuperó el título al noquear al alemán en el octavo asalto.
El 26 de diciembre de 1971, peleó contra el boxeador estadounidense Muhammad Ali en el Hallenstadion Arena, en Zúrich, Suiza, siendo noqueado a los 2 minutos y 12 segundos del séptimo asalto.
Blin falleció por insuficiencia renal en un hospital de Hamburgo el 7 de mayo de 2022, a los 79 años.
| N.º | Resultado | Balance | Rival               |       | Asalto | Fecha      | Localidad  |
| --- | --------- | ------- | ------------------- | ----- | ------ | ---------- | ---------- |
| 48  | Derrota   | 30-12-6 | Ron Lyle            | KOT   | 2      | 4/10/1973  | Denver     |
| 47  | Victoria  | 30-11-6 | Danny Machado       | KOT   | 7      | 3/2/1973   | Kiel       |
| 46  | Derrota   | 29-11-6 | Joe Bugner          | KO    | 8      | 10/10/1972 | Londres    |
| 45  | Victoria  | 29-10-6 | José Manuel Urtain  | PTS   | 15     | 9/6/1972   | Madrid     |
| 44  | Victoria  | 28-10-6 | Charles E. Chase    | KO    | 5      | 5/5/1972   | Hamburgo   |
| 43  | Derrota   | 27-10-6 | Muhammad Ali        | KO    | 7      | 26/12/1971 | Zúrich     |
| 42  | Victoria  | 27-9-6  | George Johnson      | KOT   | 2      | 1/10/1971  | Hamburgo   |
| 41  | Derrota   | 26-9-6  | Joe Bugner          | SD    | 15     | 11/5/1971  | Londres    |
| 40  | Victoria  | 26-8-6  | Manuel Ramos        | PTS   | 10     | 2/4/1971   | Colonia    |
| 39  | Victoria  | 25-8-6  | Roberto Davila      | PTS   | 10     | 26/2/1971  | Hamburgo   |
| 38  | Victoria  | 24-8-6  | Vasco Faustino      | PTS   | 8      | 5/2/1971   | Frankfurt  |
| 37  | Victoria  | 23-8-6  | Charley Polite      | PTS   | 10     | 2/1/1971   | Wiesbaden  |
| 36  | Victoria  | 22-8-6  | Sylvester Dullaire  | KO    | 8      | 17/11/1970 | Colonia    |
| 35  | Victoria  | 21-8-6  | Billy Joiner        | PTS   | 10     | 9/10/1970  | Hamburgo   |
| 34  | Derrota   | 20-8-6  | José Manuel Urtain  | PTS   | 15     | 22/6/1970  | Barcelona  |
| 33  | Victoria  | 20-7-6  | Ray Patterson       | PTS   | 10     | 13/2/1970  | Hamburgo   |
| 32  | Victoria  | 19-7-6  | Wilhelm Von Homburg | PTS   | 10     | 12/12/1969 | Colonia    |
| 31  | Victoria  | 18-7-6  | Gerhard Zech        | PTS   | 10     | 21/11/1969 | Hamburgo   |
| 30  | Victoria  | 17-7-6  | David E. Bailey     | PTS   | 10     | 12/9/1969  | Hamburgo   |
| 29  | Victoria  | 16-7-6  | Giulio Rinaldi      | PTS   | 10     | 29/5/1969  | Essen      |
| 28  | Nulo      | 15-7-6  | Macan Keita         | PTS   | 8      | 29/11/1968 | Frankfurt  |
| 27  | Derrota   | 15-7-5  | Peter Weiland       | PTS   | 10     | 1/11/1968  | Kiel       |
| 26  | Derrota   | 15-6-5  | Piero Tomasoni      | DESC. | 2      | 29/9/1968  | Lombardia  |
| 25  | Victoria  | 15-5-5  | Gerhard Zech        | PTS   | 12     | 11/5/1968  | Berlin     |
| 24  | Victoria  | 14-5-5  | Lloyd Walford       | PTS   | 8      | 8/3/1968   | Colonia    |
| 23  | Victoria  | 13-5-5  | Renato Moraes       | PTS   | 10     | 17/2/1968  | Berlin     |
| 22  | Victoria  | 12-5-5  | Giuseppe Ros        | PTS   | 8      | 15/12/1967 | Colonia    |
| 21  | Derrota   | 11-5-5  | Piero Del Papa      | PTS   | 10     | 11/11/1967 | Berlin     |
| 20  | Nulo      | 11-4-5  | Jose Menno          | PTS   | 8      | 8/9/1967   | Colonia    |
| 19  | Victoria  | 11-4-4  | Ivan Prebeg         | KO    | 5      | 28/4/1967  | Colonia    |
| 18  | Nulo      | 10-4-4  | Gerhard Zech        | PTS   | 12     | 24/2/1967  | Colonia    |
| 17  | Nulo      | 10-4-3  | Gerhard Zech        | PTS   | 12     | 18/11/1966 | Colonia    |
| 16  | Derrota   | 10-4-2  | Giulio Saraudi      | PTS   | 8      | 23/9/1966  | Roma       |
| 15  | Nulo      | 10-3-2  | Giulio Rinaldi      | PTS   | 1O     | 2/9/1966   | Colonia    |
| 14  | Victoria  | 10-3-1  | Ossi Buettner       | KO    | 8      | 15/6/1966  | Frankfurt  |
| 13  | Victoria  | 9-3-1   | Roland Graetz       | PTS   | 6      | 14/5/1966  | Dortmund   |
| 12  | Victoria  | 8-3-1   | Andre Wyns          | PTS   | 6      | 15/4/1966  | Hamburgo   |
| 11  | Nulo      | 7-3-1   | Raimo Nisula        | PTS   | 8      | 18/3/1966  | Gotemburgo |
| 10  | Derrota   | 7-3     | Joseph Juvillier    | PTS   | 8      | 2/12/1965  | Dortmund   |
| 9   | Derrota   | 7-2     | Wim Snoek           | RTD   | 6      | 16/10/1965 | Hamburgo   |
| 8   | Victoria  | 7-1     | Willem Bomber       | PTS   | 6      | 10/9/1965  | Hamburgo   |
| 7   | Derrota   | 6-1     | Ray Patterson       | PTS   | 6      | 21/6/1965  | Oslo       |
| 6   | Victoria  | 6-0     | Valere Mahau        | PTS   | 4      | 9/4/1965   | Hamburgo   |
| 5   | Victoria  | 5-0     | Manfred Schlesinger | PTS   | 6      | 27/3/1965  | Dortmund   |
| 4   | Victoria  | 4-0     | Danilo Zoratti      | KO    | 3      | 30/1/1965  | Bremen     |
| 3   | Victoria  | 3-0     | Friedrich Mayr      | KO    | 1      | 16/1/1965  | Dortmund   |
| 2   | Victoria  | 2-0     | Manfred Ackers      | PTS   | 4      | 5/12/1964  | Colonia    |
| 1   | Victoria  | 1-0     | Klaus Krueger       | PTS   | 4      | 16/10/1964 | Colonia    |